# Siphonorhinus robustus
Siphonorhinus robustus är en mångfotingart som först beskrevs av Carl Graf Attems 1938.  Siphonorhinus robustus ingår i släktet Siphonorhinus och familjen Siphonorhinidae. Inga underarter finns listade i Catalogue of Life.